# Tratatul de la Craiova

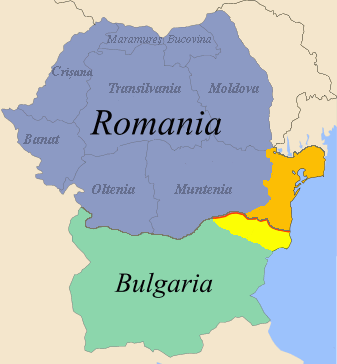
Cadrilaterul pe hartă

Tratatul de la Craiova a fost semnat la 7 septembrie 1940 de către trimișii Majestății Sale Regelui României (Alexandru Cretzianu și Henri-Georges Meitani), respectiv trimișii Majestății Sale Regelui Bulgarilor (Svetoslav Pomenov și Teokhar Papazoff). Conform prevederilor acestuia, România urma să cedeze Bulgariei partea sudică a Dobrogei (Cadrilaterul în română), și să procedeze la realizarea unor schimburi bilaterale de populație.

## Istoric
Acest teritoriu fusese anterior cedat de către Bulgaria României, în urma ratificării Păcii de la București din anul 1913. Tratatul de la Craiova a fost ratificat la data de 13 septembrie 1940 de către generalul Ion Antonescu, în calitate de președinte al Consiliului de Miniștri, și nu de Regele României, Mihai I, parte contractantă în tratat. 

## Strămutare
80.000 de români (mocani mărgineni, aromâni și meglenoromâni), majoritatea așezați de la sfârșitul celui de-al doilea război balcanic din 1913, în urma căruia teritoriul a fost anexat de România, au fost obligați să își abandoneze locuințele din sudul Dobrogei și să se așeze în nord, în timp ce 65.000 de bulgari din nordul regiunii au fost obligați să se așeze în Cadrilater. În final, din întreaga Bulgarie s-au stabilit atunci în România circa 110.000 români, iar din România au plecat 77.000 bulgari.